# Круглоголовка тибетська
Круглоголовка тибетська (Phrynocephalus theobaldi) — представник роду круглоголовок з родини Агамових. Інша назва «снігова ящірка».

## Опис
Загальна довжина сягає 10—12 см, з яких більше половини складає хвіст. Зверху ця круглоголовка бурувато—сірого кольору з численними темними та жовто—білими плямами. З країв спини є великі світлі плями. Тулуб невеликий, голова коротка, хвіст тонкий та довгий. Короткі та міцні лапи з потужними пальцями.

## Спосіб життя
Полюбляє щільні піски. Живе колоніями. Ховається у власних норах. Харчується дрібними комахами.
Це живородна ящірка. Самиця народжує 1—2 дитинчат.

## Розповсюдження
Мешкає у Кашмірі (Індія), Непалі, південному Тибеті та Сіньцзяні (Китай), північному Пакистані.